# Antonio Raimondi
Antonio Raimondi Dell'Acqua (Milão, Itália, 19 de setembro de 1826 – San Pedro de Lloc, Peru, 26 de outubro de 1890), foi um proeminente geógrafo, escritor italiano, sua especialidade consistia em um profundo estudo da fauna, flora e geologia peruana.

## Biografia
Filho de Enrique Raimondi e Rebeca Dell'Acqua. Em 1869, Raimondi casa-se com Adela Loli, com quem teve três filhos: Enrique, María e Elvira.

## A segunda pátria, Peru

A Estela de Raimondi, assim chamada porque foi encontrado na casa de agricultores que a usaram para fins domésticos para Antonio Raimondi.

Chegou ao Peru em 28 de julho de 1850. Desde 1851 se desempenhou como professor de história natural. Foi um dos fundadores da Faculdade de Medicina da Universidad Nacional Mayor de San Marcos em 1856. Fundou a classe de química analítica em 1861, lecionando até 1872. Em 1866 foi eleito presidente da Faculdade de Ciências Naturais e Matemática.
Ficou impressionado pelos recursos naturais do Peru, viajou por quase todo o território peruano com o fim de aprimorar os estudos iniciados na Itália, e conhecer e estudar a natureza de sua fauna e flora e os costumes de seus habitantes. Mais tarde, seus estudos serviram de base para ser lecionado em faculdade e escolas do Peru.
A obra mais importante de Raimondi é "El Perú", editada em seis edições entre 1875 e 1913, na qual, em seu prefácio, aconselha diretamente a todos os peruanos, estudar as riquezas naturais do Peru, fato que o culminou para muitos historiadores e escritores, denomina-lo como um verdadeiro peruano.

### Obras

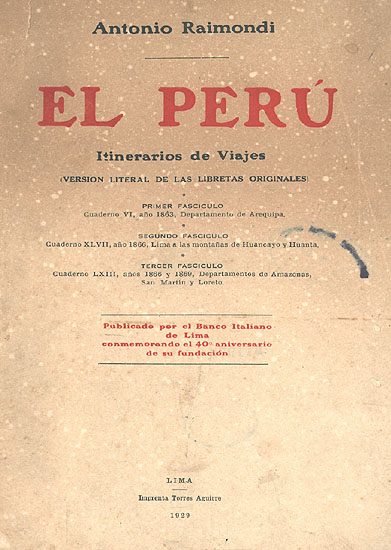
Capa do livro El Perú. Itinerarios de Viajes (1929).

- 1854: Informes sobre la existencia de guano en las islas de Chincha presentados por la Comisión nombrada por el gobierno peruano, con los planos levantados por la misma Comisión, Tipografía "El Heraldo", Lima
- 1857: Elementos de botánica aplicada a la medicina y a la industria en los cuales se trata especialmente de las plantas del Perú, Imp. Mariano Murga, Lima
- 1862: Apuntes sobre la provincia litoral de Loreto, Tipografía Nacional (Imp. Manuel D. Cortés), Lima
- 1864: Análisis de las aguas termales de Yura, aguas minerales de Jesús y aguas potables de Arequipa, Imp. Francisco Ibáñez, Arequipa
- 1873: El departamento de Ancachs y sus riquezas minerales, Enrique Meiggs (Imp. "El Nacional" por Pedro Lira), Lima
- 1873: La manipulación del guano, Imprenta del Estado, Lima
- 1873: Manipulación del guano, Imp. "El Nacional", Lima
- 1874: Guano y salitre. Observaciones a la memoria del sr. d. Daniel Desmaison, La Opinión Nacional, Lima
- 1874: El Perú. Parte Preliminar (Tomo I), Imprenta del Estado, Lima
- 1875: Observaciones al dictámen de los señores Cisneros y García en la cuestión relativa al salitre, Imp. de "La Opinión Nacional", Lima
- 1876: El Perú. Historia de la Geografía del Perú (Tomo II), Imprenta del Estado, Lima
- 1878: Minerales del Perú o catálogo razonado de una colección que representa los principales tipos minerales de la República, con muestras de huano y restos de aves que lo han producido, Imprenta del Estado, Lima
- 1880: El Perú. Historia de la Geografía del Perú (Tomo III), Imprenta del Estado, Lima
- 1880: Apéndice al catálogo razonado de los minerales del Perú, Imp. Prince y Bux, Lima
- 1882: Aguas minerales del Perú, J. Galland y E. Henriod (Imp. C. Prince), Lima
- 1883: Minas de oro de Carabaya, Carlos Paz Soldán, Lima
- 1884: Aguas potables del Perú, F. Masías y Cía, Lima
- 1885: Memoria sobre el Cerro de Pasco y la montaña de Chanchamayo, Imp. de La Merced (Peter Bacigalupi y Cía), Lima
- 1887: Minas de oro del Perú, Impr. y Libr. B. Gil, Lima

### Mapas
- 1888: Mapa del Perú, Grabado e Imp. Erhard Frères, Paris

### Publicações póstumas
- 1902: Estudios geológicos del camino entre Lima y Morococha y alrededores de esta hacienda, Impr. y Libr. de San Pedro, Lima
- 1929: El Perú. Itinerarios de viajes, Banco Italiano de Lima (Imp. Torres Aguirre), Lima
- 1942: Notas de Viaje para su obra "El Perú" (Primer Volumen), Ing. Alberto Jochamowitz (Imp. Torres Aguirre), Lima
- 1943: Notas de Viaje para su obra "El Perú" (Segundo Volumen), Ing. Alberto Jochamowitz (Imp. Torres Aguirre), Lima
- 1955: 50 láminas inéditas de iconografía vegetal, Asociación Educacional Italiana, Lima
- 1990: Epistolario de Antonio Raimondi, Asociación Educacional Antonio Raimondi, Lima
- 1991: Apreciaciones personales. Cartas a Miguel Colunga (1859-1868), Biblioteca Nacional del Perú, Lima

### Traduções
- 1878: Minéraux au Pérou. Catalogue raisonné d'une collection des principaux types minéraux de la République comprenant aussi des échantillons de guano et des derbis fossilisés des oiseaux qui l'ont produit, A. Chaix et Cie (Imp. Centrale des Chemins de Fer), Paris

## Obras ligadas a Antonio Raimondi
- 1966: Viajes por el Perú (por Jorge Guillermo Llosa ), Editorial Universitaria, Lima
- 2005: Antonio Raimondi, mirada íntima del Perú. Epistolario, 1849-1890, Fondo Editorial del Congreso del Perú & Banco Central de Reserva del Perú, Lima